# ردی (گروه موسیقی)
ردی (به انگلیسی: Reddi) گروه موسیقی دانمارکی است.
آن‌ها نماینده دانمارک در یوروویژن ۲۰۲۲ بودند.